# 454

## Evenimente
- Bătălia de la Nedao. Conflict între forțele hunilor conduse de regele Ellac și triburi germanice în Panonia.

## Nașteri
- Theodoric cel Mare, rege al ostrogoților, conducător al Italiei, vicerege al Imperiului Roman de Răsărit (d. 526)

## Decese
- 21 septembrie: Flavius Aetius, general roman (n. 390)
- ELLAC  REGELE HUN